# Make You Believe in Love
«Make You Believe in Love» —en español: «Hacerte creer en el amor»— es el cuarto sencillo del dúo noruego Marcus & Martinus para el álbum Moments (2017). Fue lanzado el 29 de septiembre de 2017, a través de Sony Music Entertainment Norway. La canción alcanzó el número 34 en VG-lista y el número 47 en la lista sueca Sverigetopplistan.

## Formatos y lista de canciones
- Descarga digital

| Mundial |                            |          |  |
| N.º     | Título                     | Duración |  |
| 1.      | «Make You Believe In Love» | 3:33     |  |

| AronChupa Remix |                                              |          |  |
| N.º             | Título                                       | Duración |  |
| 1.              | «Make You Believe In Love» (AronChupa Remix) | 3:27     |  |

## Listas

### Semanales
| Noruega | VG-lista          | 34 |
| Suecia  | Sverigetopplistan | 47 |

## Historial de lanzamiento
| País   | Fecha                    | Formato          | Discográfica | Ref.  |
| ------ | ------------------------ | ---------------- | ------------ | ----- |
| Varios | 29 de septiembre de 2017 | Descarga digital | Sony         | [ 1 ] |